# Commission des affaires mongoles et tibétaines
 (avril 2017).
Si vous disposez d'ouvrages ou d'articles de référence ou si vous connaissez des sites web de qualité traitant du thème abordé ici, merci de compléter l'article en donnant les références utiles à sa vérifiabilité et en les liant à la section « Notes et références ».
La commission des affaires mongoles et tibétaines (chinois traditionnel : 蒙藏委員會) a été une commissions ministérielles du Yuan exécutif de la république de Chine à Taïwan.
Elle a été créée initialement sous la dynastie Qing comme sous-section du Bureau des affaires frontalières, et visait à surveiller la relation de la Cour des Qing à ses dépendances mongoles et tibétaines. Durant les premières années de la République, elle eut en grande partie la même fonction. Cependant, après que la République de Chine se fut relocalisée sur l'île de Taïwan, elle servit de corps gouvernemental aidant les relations entre Mongols et Tibétains ethniques à Taïwan et visait aussi à améliorer la communication entre les Taïwanais, les Mongols et les Tibétains.

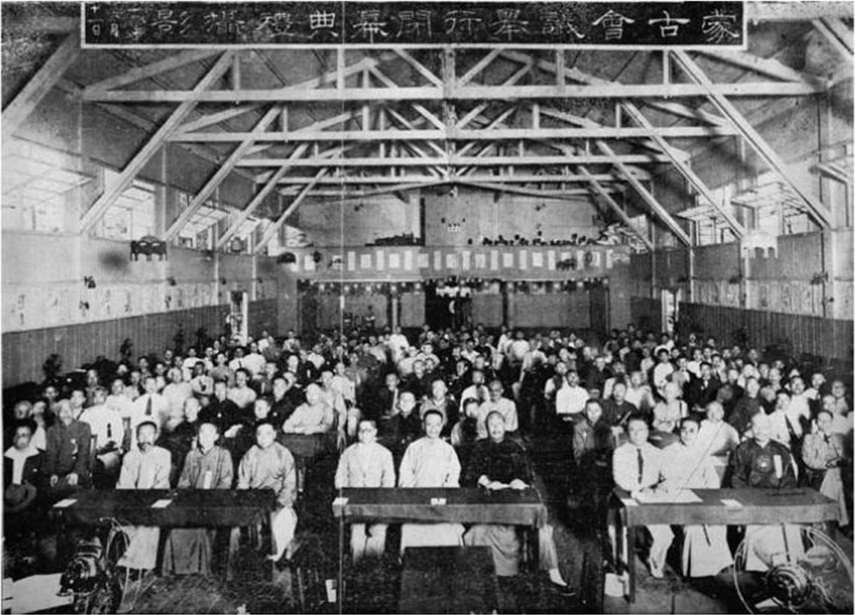
Mongolian Affairs closing conference en 1930.

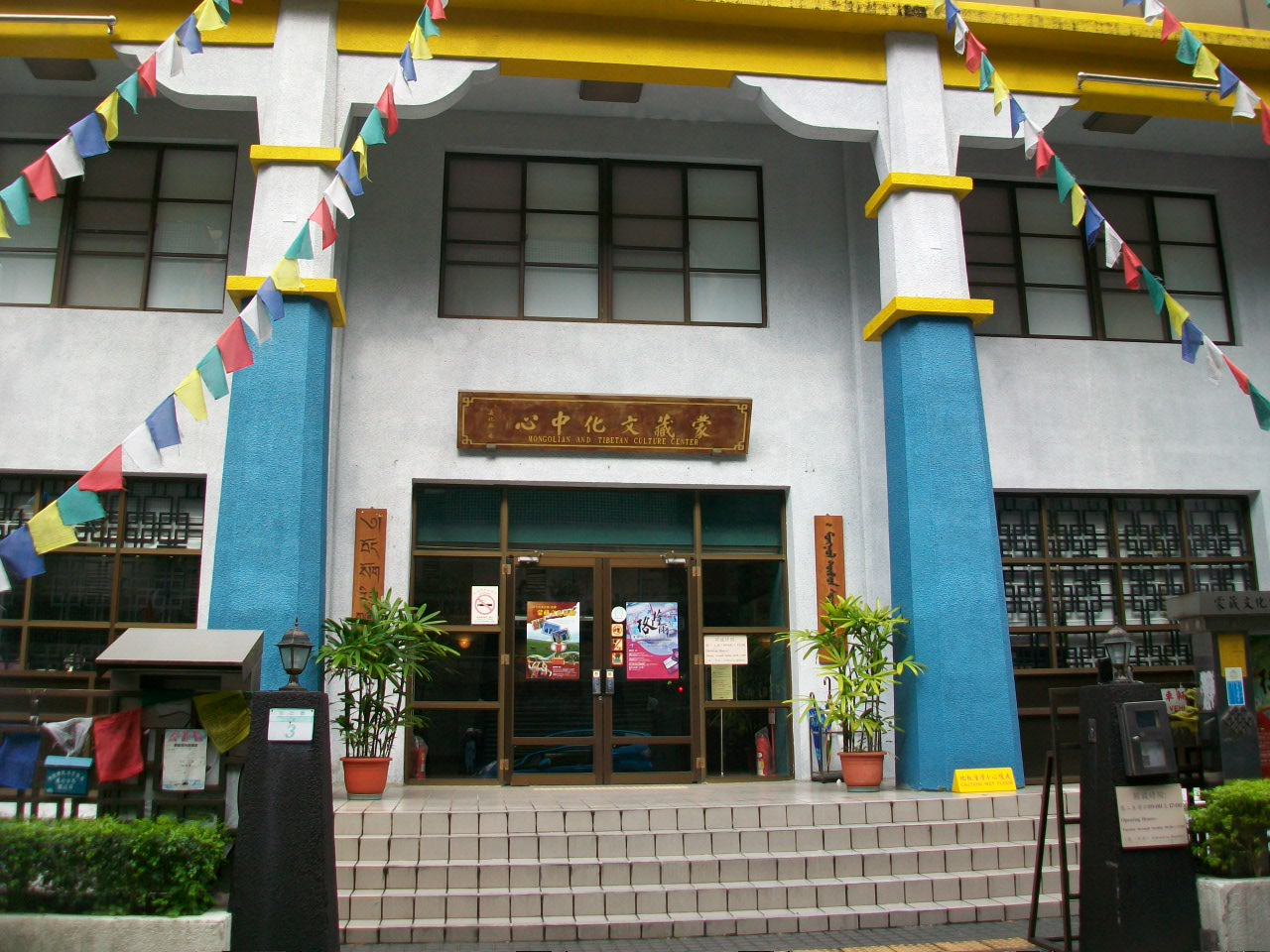
Mongolian and Tibetan Cultural Center à Taipei, Taïwan.